# Al-Rawandan
Al-Rawandan (turc Revanda Kalesi, armeni Areventan, els croats l'esmenten com a Ravendel) fou una fortalesa del nord de la Síria històrica al sud de Gaziantep i a 16 km a l'oest de Kilis, avui en territori de Turquia a la frontera amb la república Àrab de Síria. Està en un turó al peu del qual corre el riu Afrin. Algunes restes de la fortalesa encara es conserven.
La va conquerir el 1097 Balduí de Bourg quan estava en poder dels turcs que l'havien arrabassat als armenis. Balduí la va retornar als armenis però el 1102 la va recuperar per cedir-la a Joscelí I d'Edessa. Quan el comte Joscelí II d'Edessa (Joscelí de Courtenay) fou capturat, els romans d'Orient se'n van apoderar però el 1151/1152 el zengita Nur al-Din Mahmud la va conquerir; dels zengites va passar als aiúbides. Va estar en mans de l'emir aiúbida d'Alep Adh-Dhàhir ibn Salah-ad-Din (1186-1216) i després de Shihab al-Din Toghril que exercia la regència en nom d'Al-Aziz ibn adh-Dhàhir (1216-1236) que la va cedir a al-Malik al-Salih Ahmad d'Aintab a la mort del qual va passar a mans del seu nebot An-Nàssir Yússuf ibn al-Aziz). Va patir l'assalt dels mongols el 1259 i va passar als mamelucs el 1260.